# Hogna zorodes
Hogna zorodes är en spindelart som först beskrevs av Cândido Firmino de Mello-Leitão 1942. 
Hogna zorodes ingår i släktet Hogna och familjen vargspindlar. Inga underarter finns listade i Catalogue of Life.